# Logopati Seumanu
Logopati Seumanu est un homme politique niuéen.

## Biographie
D'abord enseignant, il travaille ensuite dans l'administration publique au ministère de l'Environnement à partir de 1996,.
Il se présente dans la circonscription du village de Liku aux élections législatives de 2023, sa première candidature ; le député sortant Pokotoa Sipeli, en fonction depuis trente ans, ne se représente pas en raison de sa maladie,. Logopati Seumanu remporte le siège avec 54,4 % des voix face à un unique adversaire, et entre au Parlement de Niué,. 